# Paul Painlevé
Paul Painlevé [pól penlevé], francoski matematik in politik, *  5. december 1863, Pariz, Francija, † 29. oktober 1933, Pariz.